# 大学或問
『大学或問』（だいがくわくもん）とは、熊沢蕃山の著した経世済民論の書である。貞享4年（1687年）成立。

## 概要
「或問ふ、、、云う」（書き下し文：或るひと…を問う、…と云う）という問答体で記されている。時代に対する強い危機意識と実践的な打開策をのべている。武士、とりわけ君主の責務に対する深い洞察、治山・治水論など具体的提言、農兵論の展開と貿易振興、大名財政を圧迫している参勤交代の緩和等々述べている。
当然、鎖国制度など幕藩社会の根幹に関わる施策が含まれ、その内容が幕府にとって不都合であり、幕政を私議したかどにより蕃山は、下総古河に幽閉されている。そのため本書の公刊は、天明8年（1788年）となり、折しも寛政の改革の渦中にあったため発禁書となった。しかしながら解禁後再度刊行され次の世代の荻生徂徠・頼山陽・横井小楠に影響を与え続け、幕末勝海舟も『氷川清話』の中で「儒服を着けた英雄」と述べている。

## 構成
上・下2巻全文22条より成っている。全編を通じて経世済民は、仁政にあり、その実現には富有でなければならぬと仁政の経済的基礎について洞察している。また、最終章では伝統文化の継承者としての天皇・公家論を展開している。